# Fascia (anatomia)

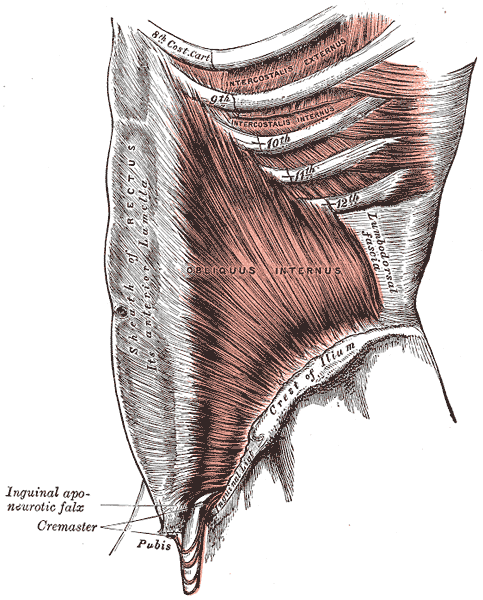
Guaina retta, un esempio di fascia.

Una fascia, in anatomia, è uno strato di tessuto fibroso. Una fascia è una struttura di tessuto connettivo che ricopre i muscoli, gruppi di muscoli, vasi sanguigni e nervi, unendo alcune strutture, mentre permette ad altre di scivolare delicatamente una sull'altra. (è una banda o un foglio di tessuto connettivo, principalmente collagene, sotto la pelle che si attacca, stabilizza, racchiude e separa i muscoli e altri organi interni.) La fascia è classificata per strato, come fascia superficiale, fascia profonda e fascia viscerale o parietale, o per la sua funzione e posizione anatomica.
Vari tipi di fascia sono costituiti da strati distinti, a seconda delle loro funzioni e della loro localizzazione anatomica: fasce superficiali, fasce profonde e sottosierose (o viscerali) si estendono ininterrottamente dalla testa alla punta delle dita del piede.

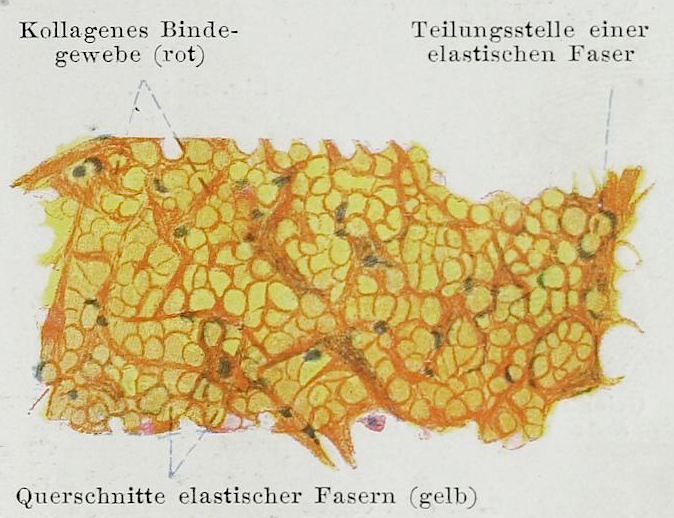
Immagine microscopica di una struttura fasciale (legamento nucale).

## Caratteristiche
Così come i legamenti, le aponeurosi e i tendini, le fasce sono più o meno densi o areolari tessuti connettivi, contenenti fasci ravvicinati di fibre di collagene ondulate, orientate parallelamente alla direzione di trazione. Le fasce sono quindi strutture flessibili in grado di resistere a grandi forze unidirezionali di tensione fino a quando il disegno ondulato delle fibre non viene raddrizzato dalla forza di trazione. Queste fibre di collagene sono prodotte dai fibroblasti che si trovano all'interno della fascia.
Le fasce sono simili ai legamenti ed ai tendini in quanto sono tutti fatti di collagene, ma i legamenti uniscono un osso ad un altro, i tendini uniscono il muscolo all'osso e le fasce collegano i muscoli fra di loro.
L'osteopatia afferma che questo tessuto molle può essere limitato a causa di una patologia psicogena, se si verifica un uso eccessivo, un trauma, agenti infettivi o inattività, che spesso provocano dolore, tensione muscolare e conseguente riduzione del flusso sanguigno.

## Definizione
Esistono delle controversie su quali strutture debbono essere considerate "fascia" e su come le fasce devono essere classificate. I due sistemi più comuni sono:
- uno specificato nell'edizione del 1983 di Nomina Anatomica (NA 1983)
- uno specificato nell'edizione del 1997 di Terminologia Anatomica (TA 1997)

| NA 1983             | TA 1997                                    | Descrizione | Esempio            |
| ------------------- | ------------------------------------------ | --- | ------------------ |
| Fascia superficiale | (non considerata fascia in questo sistema) | Si trova al di sotto della cute nella maggior parte delle regioni del corpo, miscelata allo strato reticolare del derma.   | Fascia di Scarpa   |
| Fascia profonda     | Fascia dei muscoli                         | Questo è un denso tessuto connettivo fibroso, che compenetra e circonda i muscoli, ossa, nervi e vasi sanguigni del corpo. | Fascia trasversale |
| Fascia viscerale    | Fascia viscerale, fascia parietale         | Questa sospende gli organi all'interno delle loro cavità e li avvolge in strati di tessuto connettivo (membrane).          | Pericardio         |

### Fascia superficiale
La fascia superficiale è lo strato più basso della pelle in quasi tutte le regioni del corpo, che si fonde con lo strato del derma reticolare. È presente sul viso, sopra la parte superiore dello sternocleidomastoideo, sulla nuca e sullo sterno. È costituita principalmente da tessuto connettivo lasso (adiposo e areolare) ed è lo strato che determina principalmente la forma di un corpo. Oltre alla sua presenza sottocutanea, la fascia superficiale circonda organi e ghiandole, fasci neurovascolari e si trova in molte altre posizioni in cui riempie lo spazio altrimenti non occupato. Serve come mezzo di conservazione di grassi e acqua; come passaggio per linfa, nervi e vasi sanguigni; e come imbottitura protettiva per attutire e isolare.
La fascia superficiale è presente, ma non contiene grasso, nella palpebra, nell'orecchio, nello scroto, nel pene e nel clitoride.
A causa delle sue proprietà viscoelastiche, la fascia superficiale può allungarsi per adattarsi alla deposizione di adiposo che accompagna sia l'aumento di peso ordinario che quello prenatale. Dopo la gravidanza e la perdita di peso, la fascia superficiale ritorna lentamente al suo livello originale di tensione.

### Fascia viscerale
La fascia viscerale (detta anche fascia subserous) sospende gli organi all'interno delle loro cavità e li avvolge in strati di membrane del tessuto connettivo. Ciascuno degli organi è coperto da un doppio strato di fascia; questi strati sono separati da una sottile membrana sierosa.
- La parete più esterna dell'organo è nota come strato parietale
- La pelle dell'organo è nota come strato viscerale. Gli organi hanno nomi specifici per la loro fascia viscerale. Nel cervello, sono conosciuti come meningi; nel cuore sono conosciuti come pericardio; nei polmoni, sono noti come pleura; e nell'addome, sono conosciuti come peritoneo.

La fascia viscerale è meno estensibile della fascia superficiale. A causa del suo ruolo sospensivo degli organi, deve mantenere il suo tono piuttosto costantemente. Se è troppo rilassata, contribuisce al prolasso degli organi, tuttavia se è ipertonico, limita la corretta motilità degli organi.

### Fascia profonda
La fascia profonda è uno strato di tessuto connettivo fibroso denso che circonda i singoli muscoli e divide anche i gruppi di muscoli in compartimenti fasciali. Questa fascia ha un'alta densità di fibra di elastina che determina la sua estensibilità o resilienza. La fascia profonda era originariamente considerata essenzialmente avascolare. Tuttavia, indagini più recenti hanno confermato una ricca presenza di vasi sanguigni sottili. La fascia profonda è anche ampiamente fornita di recettori sensoriali. Esempi di fascia profonda sono la fascia lata, la fascia cruris, la fascia brachiale, la fascia plantare, la fascia toraco-lombare e la fascia di Buck.

## Funzioni
Le fasce sono normalmente pensate come strutture passive che trasmettono la tensione meccanica generata dalle attività muscolari o forze esterne in tutto il corpo.
Alcune ricerche suggeriscono che la fascia sia in grado di contrarsi in modo indipendente, e quindi influisca attivamente sulle dinamiche muscolari.
La funzione delle fasce muscolari è di ridurre l'attrito per minimizzare la riduzione della forza muscolare. In tal modo, le fasce:
1. Creano un ambiente scorrevole per i muscoli.
2. Tengono sospesi gli organi al loro giusto posto.
3. Trasmettono il movimento dai muscoli alle ossa alle quali sono fissate.
4. Creano un sostegno ai nervi ed ai vasi sanguigni che passano attraverso i muscoli.[7]

Le fasce erano tradizionalmente pensate come strutture passive che trasmettono tensioni meccaniche generate da attività muscolari o forze esterne in tutto il corpo. Una funzione importante della fascia muscolare è quella di ridurre l'attrito della forza muscolare. Nel fare ciò, le fasce forniscono un supporto avvolgente e mobile per i nervi e i vasi sanguigni mentre passano attraverso e tra i muscoli.  I tessuti fasciali sono spesso innervati dalle terminazioni nervose sensoriali. Questi includono nervi mielinizzati e non mielinizzati. Sulla base di ciò è stata postulata una funzione propriocettiva, nocicettiva e interacettiva della fascia.  I tessuti fasciali - in particolare quelli con proprietà tendinee o aponeurotiche - sono anche in grado di immagazzinare e rilasciare energia potenziale elastica.

### Significato clinico
La fascia diventa importante clinicamente quando perde rigidità, diventa troppo rigida o ha una ridotta capacità di taglio.
Quando la fascite infiammatoria o il trauma causano fibrosi e aderenze, il tessuto fasciale non riesce a differenziare efficacemente le strutture adiacenti. Ciò può accadere dopo un intervento chirurgico in cui la fascia è stata incisa e la guarigione include una cicatrice che attraversa le strutture circostanti.

### Scomparti anatomici
Un compartimento fasciale è una sezione all'interno del corpo che contiene muscoli e nervi ed è circondata da una fascia. Nel corpo umano, gli arti possono essere divisi ciascuno in due segmenti - l'arto superiore può essere diviso nel braccio e nell'avambraccio e negli scomparti sezionali di entrambi questi - gli scomparti fasciali del braccio e gli scomparti fasciali dell'avambraccio contengono un compartimento anteriore e uno posteriore. Allo stesso modo, gli arti inferiori possono essere divisi in due segmenti: la gamba e la coscia e questi contengono gli scomparti fasciali della gamba e gli scomparti fasciali della coscia.
Una fasciotomia può essere utilizzata per alleviare la sindrome compartimentale a causa dell'alta pressione all'interno di un compartimento fasciale.

## Trattamento

### Rilascio miofasciale
Per il concetto di medicina non alternativa, vedere Trigger point miofasciale. (EN)
Il rilascio miofasciale è una terapia di medica alternativa utile per trattare l'immobilità e il dolore dei muscoli scheletrici tramite il rilassamento dei muscoli contratti, migliorando la circolazione sanguigna, il trasporto dell’ossigeno, il linfodrenaggio e stimolando il riflesso di stiramento nei muscoli.
L'uso del rilascio miofasciale come trattamento non è supportato da buone prove; in sostituzione al trattamento convenzionale per il cancro rischia di causare danni.

### Efficacia
L'American Cancer Society afferma che "esistono poche prove scientifiche disponibili a supporto delle affermazioni dei sostenitori secondo cui il rilascio miofasciale allevi il dolore o ripristini la flessibilità" e mette in guardia dall'utilizzarlo come sostituto del trattamento convenzionale contro il cancro. La scarsa qualità della ricerca sull'uso del rilascio miofasciale per condizioni ortopediche preclude qualsiasi conclusione sulla sua utilità a questo scopo.
Nel 2011, la Advertising Standards Authority del Regno Unito ha accolto una denuncia relativa alle dichiarazioni di efficacia pubblicate in un opuscolo pubblicitario prodotto dal servizio sanitario del Regno Unito sul rilascio miofasciale del Regno Unito. Il Consiglio ASA ha stabilito che i materiali presentati dal Myofascial Release UK a sostegno delle affermazioni fatte nella loro pubblicità erano inadeguate per stabilire un "corpus di solide prove scientifiche" a sostegno della gamma di affermazioni di Myofascial Release UK. Inoltre, l'ASA ha stabilito che l'annuncio violava le norme pubblicitarie introducendo il rischio che i lettori potessero essere scoraggiati dal cercare altri trattamenti medici essenziali.
Le recensioni pubblicate nel 2013 e nel 2015 che valutano le prove dell'efficacia del rilascio miofasciale, hanno riscontrato che gli studi clinici condotti variavano in termini di qualità, tecnica, misurazione degli esiti e avevano esiti contrastanti; la revisione del 2015 ha osservato: "è ora che le prove scientifiche sul rilascio miofasciale ne supportino l'uso clinico" Un'altra recensione ha concluso che l'uso di foam rollers o di un massaggiatore a rulli per il rilascio auto-miofasciale, prima o dopo l'esercizio, sembri essere utile per quanto riguarda la gamma di movimento e l’indolenzimento, ma i tempi e la durata ottimali dell'uso richiedono ulteriori studi.

### Storia
L'approccio fu promulgato come concetto di medicina alternativa da Andrew Taylor Still, inventore dell'osteopatia e dai suoi primi studenti. In particolare, l’espressione "rilascio miofasciale" fu coniata negli anni '60 da Robert Ward, un osteopata che studiò con Ida Rolf, il creatore di Rolfing. Ward, insieme al fisioterapista John Barnes, sono considerati i due fondatori principali del rilascio miofasciale.